# Kvartdecima (hudba)
Kvartdecima (z lat. quattuordecimus – čtrnáctý) je hudební interval skládající se z oktávy a septimy. V rovnoměrně temperovaném ladění obsahuje malá kvartdecima 22 půltónů a velká kvartdecima 23 půltónů. V harmonii a kontrapunktu se s kvartdecimou zachází takřka stejným způsobem jako se septimou.